# Swiss Golf
Pour les articles homonymes, voir ASG.
 (janvier 2025).
Si vous disposez d'ouvrages ou d'articles de référence ou si vous connaissez des sites web de qualité traitant du thème abordé ici, merci de compléter l'article en donnant les références utiles à sa vérifiabilité et en les liant à la section « Notes et références ».
 (janvier 2025).
Swiss Golf, dont le siège se trouve à Épalinges (Canton de Vaud), est la fédération suisse de golf, crée en 1902.

## Histoire
La fédération suisse de golf est créée en 1902 à Lucerne sous le nom de Swiss Golf Association (ASG) par quatre hommes, dont Arthur C. Crosfield, premier président de l'association.
En 1945, après la Seconde Guerre mondiale, l'association suisse de golf compte 18 clubs et 560 golfeurs.
En 1965, le nombre de golfeurs atteint 3 500.
En 1995, l'association suisse de golf compte 51 clubs membres et près de 25 000 golfeurs, dont 10% de juniors.
En 2008, l'association suisse des golfeurs indépendants et les Golfparks Migros s'affilient à l'ASG qui compte en 2010 94 clubs membres et près de 80 000 joueurs actifs, dont plus de 7200 juniors.
En 2019, l'association change de nom pour devenir Swiss Golf.
En 2024, Swiss Golf compte 105 109 joueurs[réf. nécessaire] et regroupe 98 clubs et deux organisations de golf public (ASGI et Migros GolfCard).

## Siège et Affiliation
Swiss Golf a son siège à Épalinges, près de Lausanne.
Swiss Golf est membre de Swiss Olympic, de l'Association européenne de golf (EGA), de The R&A et de la Fédération internationale de golf (IGF).

## Identité visuelle

Ancien logo.
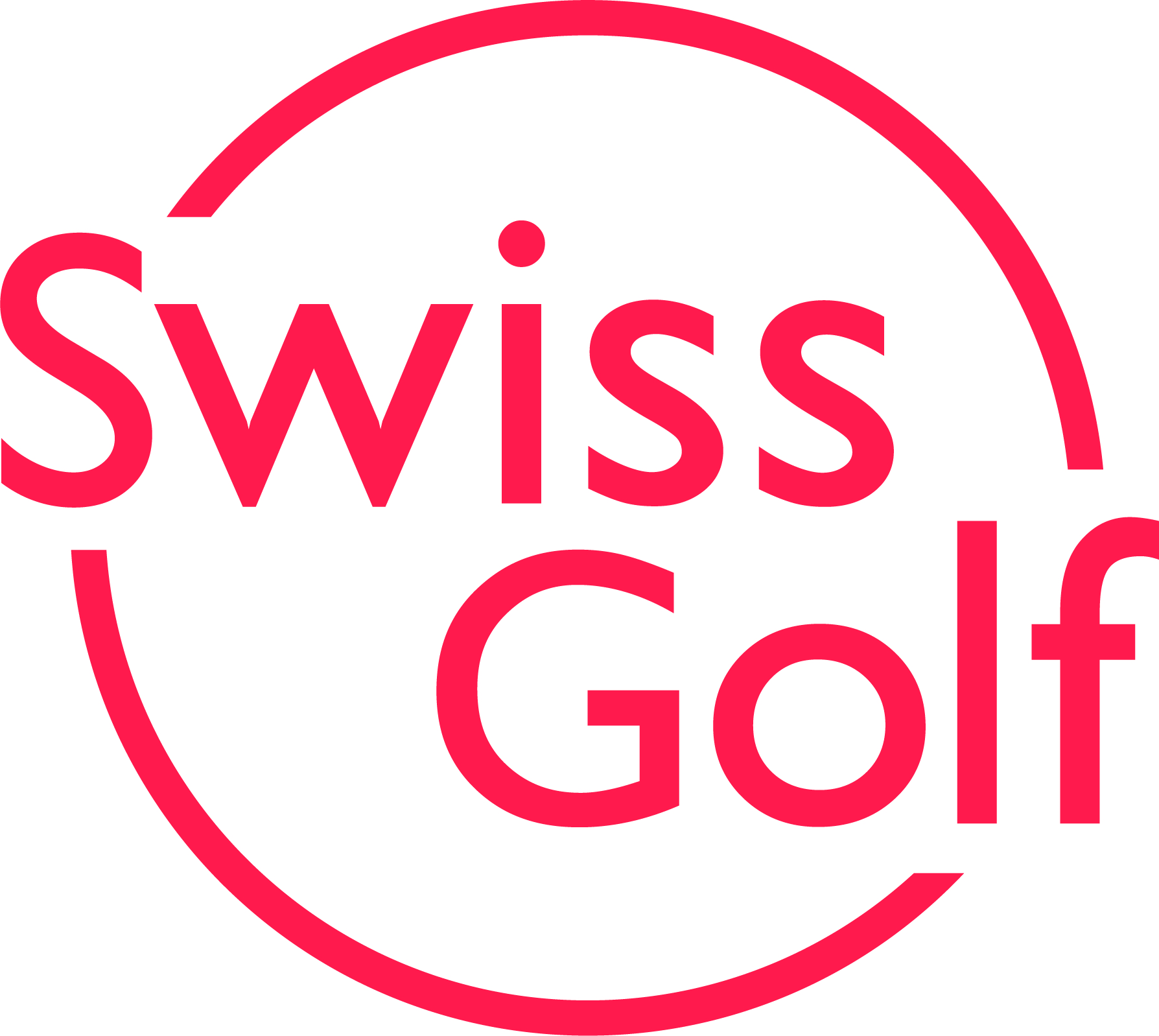
Logo actuel.